# DNA-Analysedatei
Die DNA-Analysedatei bzw. DNA-Analyse-Datei, kurz DAD, ist eine am 17. April 1998 zur Speicherung von DNA-Profilen eingerichtete Datenbank für Deutschland. Die DAD wird vom Bundeskriminalamt (BKA) zentral betrieben.

## Speicherinhalte und Hintergrund
Es werden sowohl die durch eine DNA-Analyse ermittelten genetischen Fingerabdrücke von bekannten Personen (sogenannte Personendatensätze) als auch von Tatort-Spuren, die von unbekannten Personen stammen (sogenannte Spurendatensätze), registriert und abgeglichen.
Der DNA-Beweis ist heute das erfolgreichste kriminalistische Instrument bei der Identifizierung von Tätern und der Zuordnung von Tatspuren. Jede dritte bis vierte Tatortspur, die in die DAD eingestellt wird, erzielt einen Treffer mit einer Person oder einer anderen Spur.
Im polizeilichen Bereich werden (in Deutschland üblicherweise die bei den Landeskriminalämtern und rechtsmedizinischen Instituten angesiedelten) Laboratorien damit beauftragt, aus DNA-Proben die für die Identifizierung wichtigen Teile herauszufiltern und der polizeilichen DNA-Datenbank zur Verfügung zu stellen, die dann unbekannte DNA-Profile (etwa von Tatortspuren oder unbekannten Leichen) mit gespeicherten DNA-Profilen von bekannten Personen vergleicht. Die bekannten Profile stammen von Straftätern, bei denen man durch Mundhöhlenabstrich (freiwillig) oder Blutprobe (wenn die Person ein Eindringen in eine Körperöffnung verweigert) eine biologische Probe genommen hat.
In Deutschland wurden anfänglich die fünf Merkmalssysteme D21S11, TH01, VWA, FGA/FIBRA und ACTBP2/SE33 analysiert. Seit Anfang 2001 werden die acht Merkmalssysteme D21S11, TH01, VWA, FGA/FIBRA, D3S1358, D8S1179, D18S51 und ACTBP2/SE33 analysiert. Seit 2011 werden zusätzlich die fünf Merkmalssysteme D1S1656, D2S441, D10S1248, D12S391 und D22S1045 analysiert. Zu jedem Merkmalssystem werden die Anzahl der Wiederholungen des Basenpaarmotivs (Mikrosatellit) auf den beiden Chromosomen mittels STR-Analyse bestimmt und in Form von zwei Zahlen abgespeichert.
In der DNA-Analyse-Datei werden Daten nach Deliktsfeldern kategorisiert.

## Zahlen
Bis Mai 2003 enthielt die Datei 273.387, davon 235.126 Personendatensätze und 38.261 Spurendatensätze. Bis Mai 2003 gab es 3.462 Spur-Spur-Treffer und 7.882 Spur-Person-Treffer. 84 % der Spur-Person-Treffer nehmen Diebstahlsdelikte ein, 7 % Raub und Erpressung, 4 % Straftaten gegen die sexuelle Selbstbestimmung, 2 % Straftaten gegen das Leben.
Gemäß der Statistik des Bundeskriminalamts umfasste die DNA-Analyse-Datei mit Ablauf des Jahres 2013 (2008) einen Bestand von 1.048.771 (756.990) Datensätzen, die sich aus 805.856 (611.868) Personendatensätzen und 242.915 (145.122) Spurendatensätzen zusammensetzen. Jeden Monat werden etwa 7.000 (9.000) neue Datensätze in der DNA-Analyse-Datei erfasst. Unter den Personendatensätzen befanden sich auch die Daten von über 1400 Personen, die aufgrund eines Verdachtes auf Beleidigung eine DNA-Probe abgeben mussten. Bis April 2022 war der Datenbestand auf 1,2 Mio. Datensätze angestiegen, davon ca. 836.000 Personendatensätze und ca. 386.000 Spurendatensätze.
Als erste Landespolizei überschritt die bayerische Polizei Mitte 2007 die Grenze von 100.000 Datensätzen, die in der Datei zur Verfügung gestellt werden. Nordrhein-Westfalen folgte dieser Zahl Mitte des Jahres 2008.
Seit Errichtung der Datei bis Dezember 2013 wurden 166.070 Treffer erzielt, davon wurde in 34.282 Fällen ein Tatzusammenhang festgestellt (Spur-Spur-Treffer). 131.788 Mal wurde eine Tatortspur einer Person zugeordnet, davon zu 16,8 % bei Straftaten. Im Jahr 2021 konnten bei den nationalen Recherchen über 19.000 Spuren einem Spurenverursacher zugeordnet und mehr als 5.600 Tatzusammenhänge (Spur-Spur-Treffer) etabliert werden.
2023 waren in der Analysedatei Deutschlandweit etwa 1.217.000 Datensätze erfasst, davon waren etwa 818.000 Personen und etwa 399.000 Spuren.

## Rechtsgrundlage
Die gesetzlichen Grundlagen zur Speicherung sind in § 81g StPO niedergelegt. Gemäß § 81g Abs. 3 StPO besteht ein Richtervorbehalt, es sei denn, es besteht Gefahr in Verzug oder der Betroffene willigt ein. Es handelt sich um eine Maßnahme des Erkennungsdienstes. Voraussetzung für eine Speicherung ist der Verdacht auf eine Straftat von erheblicher Bedeutung oder gegen die sexuelle Selbstbestimmung. Die wiederholte Begehung sonstiger Straftaten kann einer Straftat von erheblicher Bedeutung gleichstehen und ebenfalls als Grundlage für eine Speicherung herangezogen werden.
Nach Ausschöpfung des Rechtsweges ist gegen einen DNA-Beschluss die Beschwerde zum Bundesverfassungsgericht zulässig, denn die Anordnung der Entnahme und molekulargenetischen Untersuchung von Körperzellen zur Identitätsfeststellung in künftigen Strafverfahren stellt einen staatlichen Eingriff in das durch Art. 1 Abs. 1 GG i. V. m. Art. 2 Abs. 1 GG verbürgte Grundrecht auf informationelle Selbstbestimmung dar.
Nach den im BKA-Gesetz (§ 32 BKAG) vorgeschriebenen Löschfristen von zehn Jahren bei Erwachsenen und fünf Jahren bei Jugendlichen wird geprüft, ob die Daten zu berichtigen oder zu löschen sind. Spuren werden ebenfalls nach zehn Jahren vom BKA intern überprüft. In der Entschließung der 53. Konferenz der Datenschutzbeauftragten des Bundes und der Länder vom 17./18. April 1997 haben die Datenschutzbeauftragten Richtlinien formuliert für den Umgang mit genetischen Informationen in Datenbanken der Polizei für erkennungsdienstliche Zwecke. Der dort geforderte und zunächst gesetzlich vorgesehene Richtervorbehalt vor staatlicher Speicherung von Erbgutinformationen auch bei Tatortspuren ist mittlerweile aufgehoben worden.

## Ausland
Mittlerweile gibt es in fast allen europäischen Ländern nationale DNA-Datenbanken, die größte von diesen ist die UK National DNA Database (NDNAD) mit ca. 4,7 Mio. Personen- und 488.000 Spurendatensätzen (2015). Innerhalb Europas erfolgt ein regelmäßiger Austausch von DNA-Datensätzen aus Straftaten auf der Grundlage des 2005 geschlossenen Prümer Vertrages. Ebenso gibt es solche Datenbanken in sehr vielen Ländern außerhalb Europas.